# The Way We Weren't
The Way We Weren't is de vierde aflevering van het achtste seizoen van het tienerdrama Beverly Hills, 90210, die voor het eerst werd uitgezonden op 24 september 1997.

## Verhaal
Kelly weet helemaal niets meer en kent haar vrienden en familie niet. Ze willen er alles aan doen om Kelly’s geheugen weer terug te krijgen, maar snel gaat dat niet. Brandon baalt ervan dat Kelly hem niet meer kent. De dokter heeft hoop dat het weer terugkomt en het kan helpen als de groep haar helpt met voorwerpen uit haar verleden. Brandon krijgt een telefoontje van een grote krant waar hij gesolliciteerd heeft en krijgt te horen dat hij daar kan beginnen, dit houdt wel in dat hij dan moet verhuizen. Hij legt de situatie uit waar hij zich nu in bevindt en vraagt een week bedenktijd, wat hij ook krijgt. later vertelt hij aan hen dat hij het niet aanneemt. Brandon vraagt aan zijn vrienden of zij langs Kelly kunnen gaan om haar te helpen met het herinneren. Als Valerie langs komt dan is geen sprake meer van vijandigheid vanuit Kelly en Valerie maakt haar wijs dat ze de beste vriendinnen zijn. Noah vereert Kelly ook met een bezoek en Kelly vindt hem wel leuk en interessant. Zij wil wel meer weten van Noah en dat vindt Brandon niet erg leuk. Noah neemt Kelly mee voor een strandwandeling vlakbij bij haar oude strandhuis, langzaam komen een paar herinneringen terug. Brandon komt te weten over hun wandeling en gaat verhaal halen bij Noah, die zegt dat hij niets zal doen.
Donna heeft een nieuwe baan gevonden, ze wordt een persoonlijke assistente van de vrouwelijke baas van een modehuis. Op de eerste dag moet Donna de hond van haar naar de dierenarts brengen. Dat gaat meteen fout omdat de hond wegloopt en Donna is dan helemaal in paniek en roept de hulp in van David. Ze kunnen de hond niet vinden en de volgende dag wil Donna het op gaan biechten bij haar baas, op het moment dat ze aanbelt komt de hond ook aanrennen.
Steve heeft nog steeds geen baan gevonden en Rush vindt het tijd om in te gaan grijpen. Hij biedt Steve een leeg pand en wat geld om een krant te gaan beginnen. Steve heeft zo zijn twijfels maar wil het toch een kans geven. Het eerste wat hij doet is smeken bij Brandon om hem binnen te halen als redacteur. Brandon komt kijken in het pand en ziet tot zijn schrik dat de krant van de grond opgezet moet worden en haakt af. Later komt hij terug op zijn besluit en vertelt Steve dat hij toch meedoet op zijn voorwaarden, zoals zeggenschap.
David ziet dat zijn club nog steeds slecht draait en weet niet hoe hij dit weer op de rails kan krijgen. Noah denkt dat hij nieuwe bands moet vinden die in de club kunnen optreden. Samen gaan ze kijken naar bands die ze kunnen boeken.

## Rolverdeling
- Jason Priestley - Brandon Walsh
- Jennie Garth - Kelly Taylor
- Ian Ziering - Steve Sanders
- Brian Austin Green - David Silver
- Tori Spelling - Donna Martin
- Tiffani Thiessen - Valerie Malone
- Joe E. Tata - Nat Bussichio
- Hilary Swank - Carly Reynolds
- Ann Gillespie - Jackie Taylor
- Vincent Young - Noah Hunter
- Myles Jeffrey - Zach Reynolds
- Jed Allan - Rush Sanders